# Judias Anna Buenoano

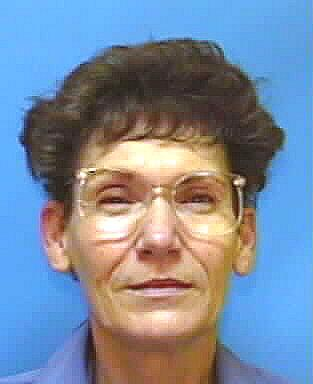
Judy Buenoano

Judias Anna Lou „Judy“ Buenoano (geborene Judias Welty, auch bekannt als Judias Goodyear und Judias Morris; * 4. April 1943 in Quanah, Texas; † 30. März 1998 in Raiford, Florida) war eine US-amerikanische Serienmörderin, die 1971 in Florida wegen der Ermordung ihres ersten Ehemannes James Goodyear zum Tode verurteilt und im Florida State Prison auf dem elektrischen Stuhl hingerichtet wurde.
Sie wurde außerdem wegen des Mordes an ihrem Sohn Michael Buenoano im Jahr 1980 und des versuchten Mordes an ihrem Freund John Gentry im Jahr 1983 verurteilt.
Buenoano soll auch für den Tod eines anderen Freundes, Bobby Joe Morris, im Jahr 1978 in Colorado verantwortlich gewesen sein. Doch als die Behörden Buenoano mit Morris in Verbindung brachten, war sie bereits im US-Bundesstaat Florida zum Tode verurteilt worden.
Es wird auch angenommen, dass Buenoano an einem Mord im Jahr 1974 in Alabama und am Tod eines weiteren Freundes, Gerald Dossett, im Jahr 1980 beteiligt war. Nach ihrer Festnahme wurde Dossetts Leiche exhumiert und auf Anzeichen einer Arsenvergiftung untersucht. In diesem Fall wurde keine Anklage erhoben. Buenoano war die erste Frau, die seit 1848 in Florida hingerichtet sowie seit 1976 in den Vereinigten Staaten auf dem elektrischen Stuhl hingerichtet wurde.

## Leben

### Kindheit und Jugend
Sie wurde am 4. April 1943 als Judias Welty in Quanah, Texas geboren. Sie war das dritte von vier Geschwistern. Ihre Mutter starb, als sie vier Jahre alt war, und sie und ihr jüngerer Bruder Robert wurden zu ihren Großeltern geschickt.
Ihr Vater heiratete später eine Frau, die selbst zwei Söhne hatte. Die beiden Welty-Kinder zogen zu ihm und der Stieffamilie nach Roswell, New Mexico. Berichten zufolge wurde Buenoano von ihrem Vater und ihrer Stiefmutter missbraucht, die sie hungern ließen und sie zwangen, wie eine Sklavin zu arbeiten. Als sie vierzehn Jahre alt war, verbrachte sie zwei Monate im Gefängnis, weil sie ihren Vater, ihre Stiefmutter und zwei Stiefbrüder angegriffen hatte.
Nach ihrer Freilassung beschloss Welty, die Reformschule zu besuchen, wo sie 1960 ihren Abschluss machte. Anschließend wurde sie Krankenpflegehelferin. Im folgenden Jahr gebar sie Michael, einen unehelichen Sohn.

### Verbrechen
Buenoano heiratete zunächst James Goodyear (* 7. Dezember 1933), einen Sergeant der United States Air Force. Er starb am 16. September 1971 in Orlando, Florida. Ursprünglich wurde angenommen, dass sein Tod auf natürliche Ursachen zurückzuführen sei.
Zwei Jahre später zog sie bei Bobby Joe Morris (* 1939), einem Einwohner von Trinidad, Colorado ein. Er starb im Januar 1978 durch Gift. Später im selben Jahr änderte sie ihren Namen offiziell in „Buenoano“ (spanisch etwa für „gutes Jahr“).
1979 erkrankte Buenoanos Sohn Michael (* 30. März 1961; † 13. Mai 1980) schwer – mit Symptomen ähnlich einer Querschnittslähmung. Am 13. Mai 1980 nahm Buenoano Michael mit auf eine Kanutour. Das Kanu kenterte und Michael ertrank, ohne Schwimmweste und unter dem Gewicht seiner Beinprothesen. Nach seinem Tod eröffnete Buenoano einen Schönheitssalon.
Im Jahr 1983 war Buenoano mit John Gentry liiert. Gentry wurde schwer verletzt, als sein Auto in Pensacola, Florida explodierte. Während er sich von seinen Verletzungen erholte, stellte die Polizei mehrere Unstimmigkeiten in Buenoanos Hintergrund fest. Weitere Untersuchungen ergaben, dass sie im November 1982 begonnen hatte, ihren Freunden zu erzählen, dass Gentry an einer unheilbaren Krankheit leide.
Die Behörden stellten fest, dass die „Vitaminpillen“, die Buenoano Gentry gegeben hatte, Arsen und Paraformaldehyd enthielten. Exhumierungen von Michael Goodyear, James Goodyear und Bobby Joe Morris zeigten, dass allen Arsen verabreicht worden war. Es wurde festgestellt, dass James Goodyear und Bobby Joe Morris beide an einer Arsenvergiftung gestorben waren. Bei James Goodyear wurde eine Konzentration festgestellt, die ausreichend gewesen wäre, um 13 Personen zu töten. Buenoano erhielt nach jedem Todesfall beträchtliche Lebensversicherung-Auszahlungen. Sie wurde 1983 unter anderem aus diesen Gründen verhaftet.

### Verurteilung, Gefängnis und Hinrichtung
1984 wurde Buenoano wegen Mordes an ihrem Sohn Michael und des versuchten Mordes an Gentry verurteilt. Sie erhielt eine 12-jährige Haftstrafe für den Fall Gentry und eine lebenslange Haftstrafe für den Fall Michael Buenoano.
1985 wurde sie wegen Mordes an ihrem ersten Ehemann James Goodyear zum Tode verurteilt. Sie wurde wegen mehrfachen schweren Diebstahls (Versicherungsbetrug) verurteilt. Es wird vermutet, dass sie mehrfach Brandstiftung begangen hat (wiederum zum Zweck des Versicherungsbetrugs).
Sie wurde in einer Todeszelle der Broward Correctional Institution für Frauen des Florida Department of Corrections inhaftiert. Am 30. März 1998 wurde Buenoano auf dem elektrischen Stuhl im Florida State Prison hingerichtet.
Ihre letzte Mahlzeit bestand aus gedünstetem Brokkoli, Spargel, Erdbeeren und Tomatenspalten sowie heißem Tee mit Zitrone. Auf die Frage, ob sie noch letzte Worte hätte, sagte Buenoano: „Nein, Sir.“ Buenoanos Leiche wurde eingeäschert.

## Dokumentationen
- Anwälte der Toten – Staffel 9, Folge 5: Judy Buenoano[10][11]